# Music as a Weapon Tour

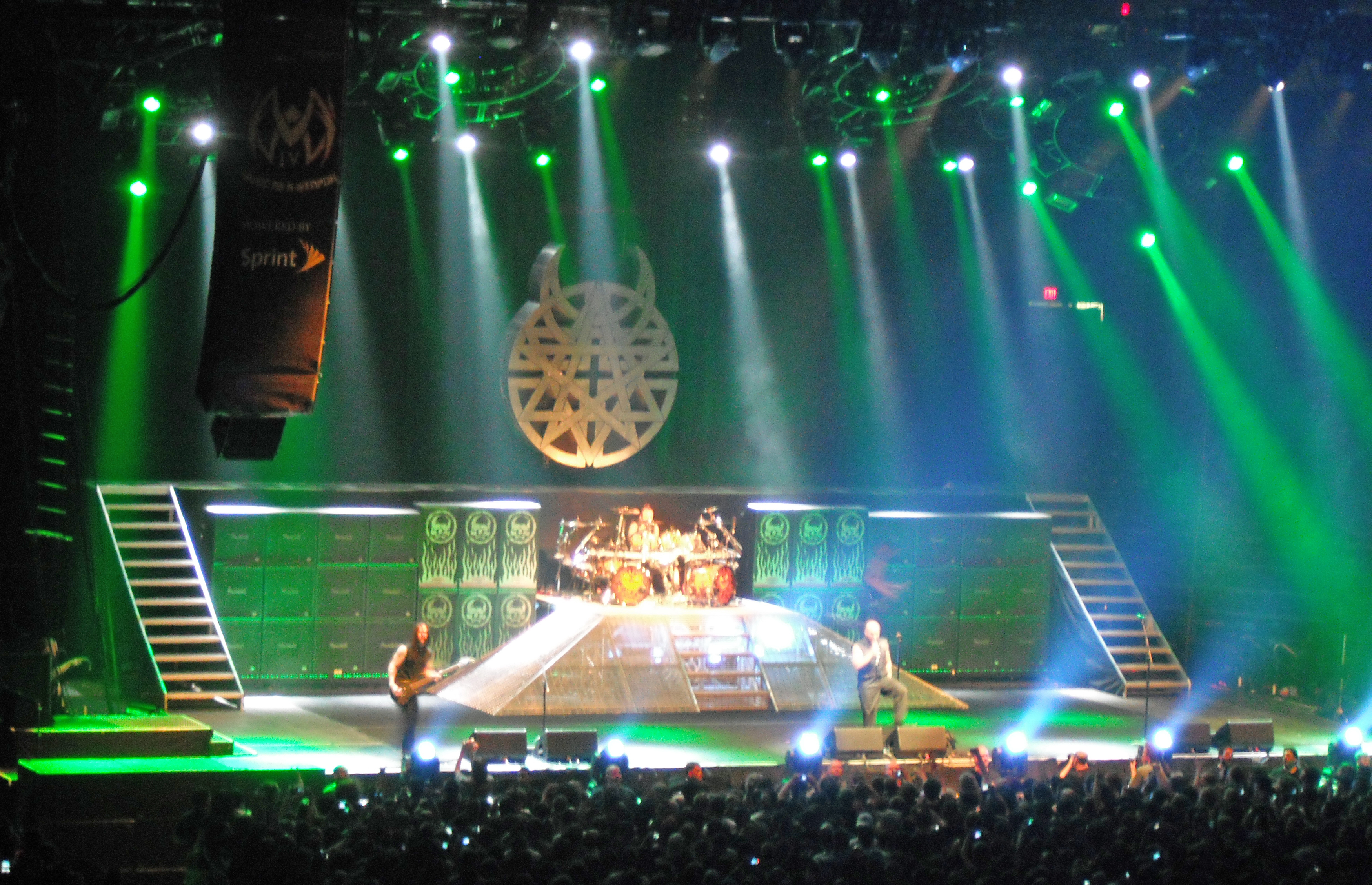
Disturbed, concierto 2009

Music as a Weapon es un tour creado por la banda americana de Heavy metal, Disturbed. Han sido ya cuatro tours hasta el 2009.
Además, Disturbed hizo un especial del tour Music as a Weapon por Australia y Nueva Zelandia, junto a bandas como P.O.D. desde el 2 de septiembre hasta el 12 de septiembre de 2008. Music as a Weapon II fue grabado en vivo en un CD-DVD lanzado en el 2004.

## Bandas que participaron

### Music as a Weapon
- Disturbed
- Adema
- Drowning Pool
- Stereomud
- Systematic

### Music as a Weapon II
- Disturbed
- Chevelle
- Taproot
- Unloco

### Music as a Weapon III
- Disturbed
- Stone Sour
- Flyleaf
- Nonpoint

### Music as a Weapon: Australia & New Zealand
- Disturbed
- P.O.D
- Alter Bridge
- Redline
- Behind Crimson Eyes

### Music as a Weapon IV
Escenario Principal
- Disturbed
- Killswitch Engage
- Lacuna Coil
- Chimaira

Escenario Secundario
- Suicide Silence - Joined March 29
- Spineshank
- Crooked X
- Bury Your Dead - Joined March 31
- Born of Osiris - Appeared March 20 - March 28
- After The Burial - Appeared March 20 - March 28